# Hortobágy (region)

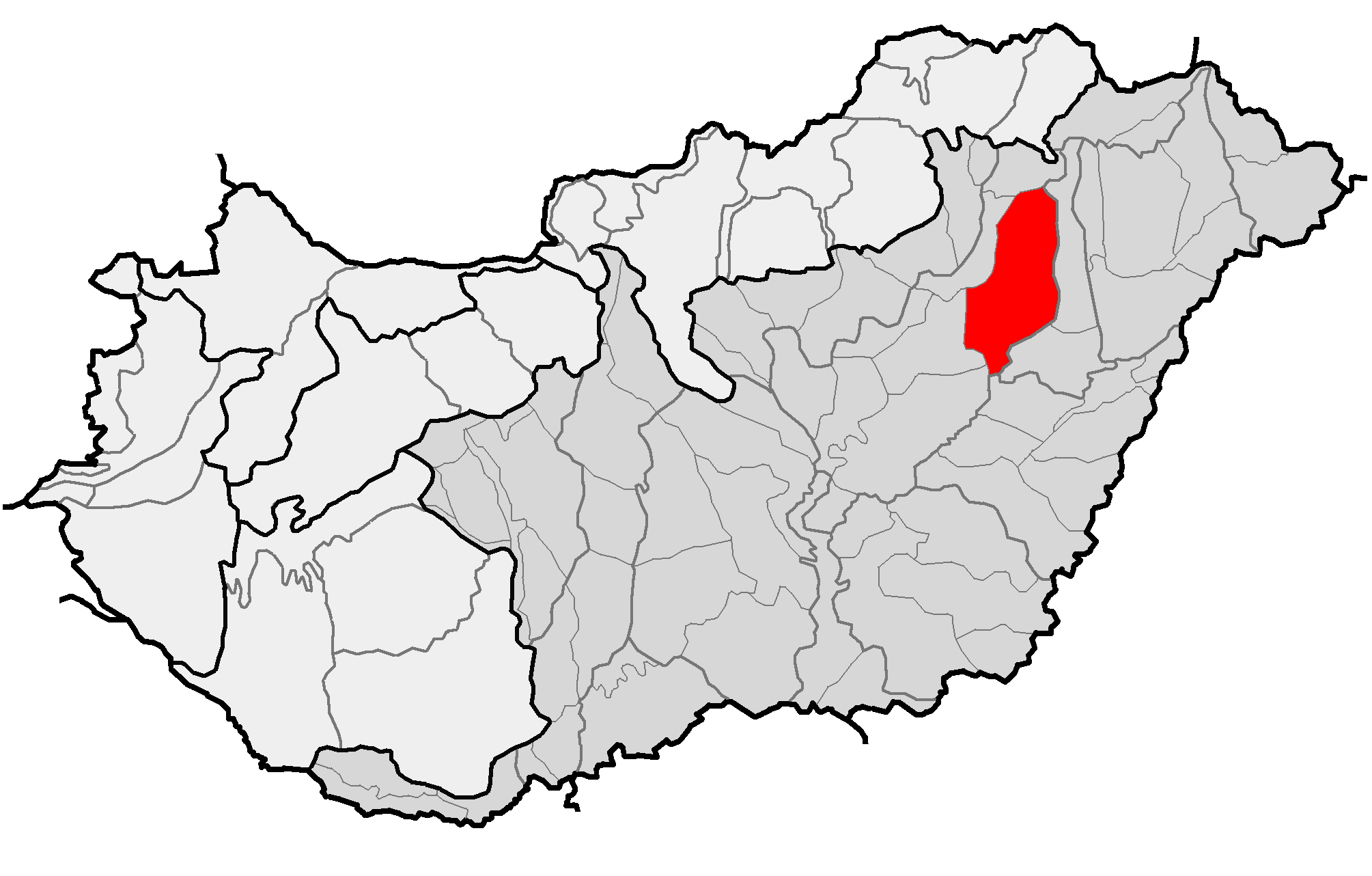
Położenie na mapie Węgier

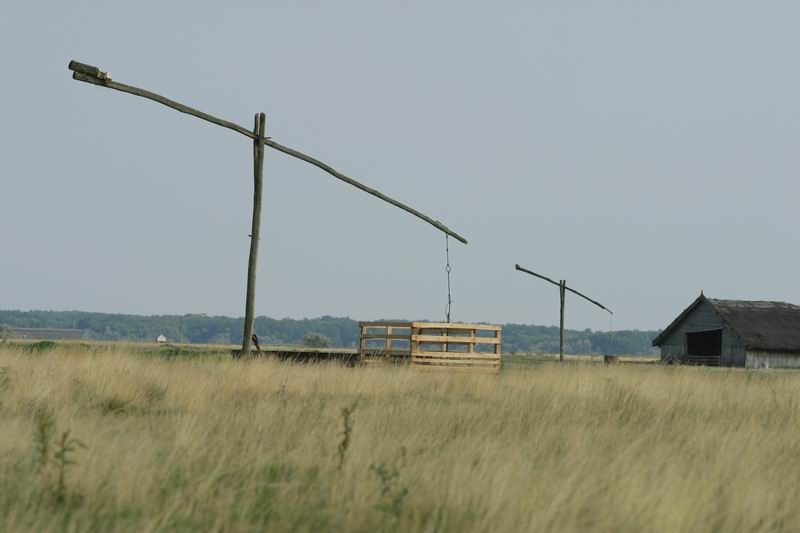
Krajobraz Hortobágy

Hortobágy – stepowa równina („puszta”) we wschodnich Węgrzech, część Niziny Cisańskiej na Wielkiej Nizinie Węgierskiej. 
Step Hortobágy rozciąga się po obu stronach rzeki Hortobágy, między środkowym odcinkiem Cisy na zachodzie, a równiną Hajduság na wschodzie. Na południu przechodzi w równinę Wielkiej Kumanii o podobnym charakterze. Region stanowi płaską równinę zbudowaną ze współczesnych osadów rzecznych – madów i glin. Powierzchnia regionu wynosi około 2 tys. km², średnia wysokość – 100 m n.p.m. Rolnictwo na tym obszarze to m.in. uprawa ryżu i rybactwo – ogromne stawy rybne. 
Pierwotnie step Hortobágy stanowił terasę zalewową Cisy. Step był wtedy wilgotny, ale wyłączony z gospodarczego wykorzystania z powodu ogromnych wiosennych wylewów. Pod koniec XIX wieku bieg Cisy został uregulowany, a nadrzeczne równiny osuszone. Przez Hortobágy poprowadzono wtedy dwa wielkie kanały melioracyjne – Główny Kanał Wschodni i Główny Kanał Zachodni. Step uległ odwodnieniu i przekształcił się w mało wartościowe suche pastwiska o częściowo zasolonych glebach. Rozwinęła się wtedy klasyczna gospodarka pasterska i oparta na niej legenda węgierskiej puszty. Za czasów komunistycznych na puszcie utworzono wielkie państwowe gospodarstwa rolne, których grunty wymagały jednak stałego nawadniania. W 1973 roku część stepu (630 km²) została objęta oficjalną ochroną w Parku Narodowym Hortobágy. Od kilku dekad obszary stepu leżące w obrębie parku narodowego podlegają rekultywacji i naturalnemu wtórnemu stepowieniu. W efekcie puszta Hortobágy obecnie stanowi największy teren stepowy w zachodniej Europie (obszary stepowe Wielkiej Kumanii były rozleglejsze, ale zostały całkowicie przekształcone w użytki rolne).